# 리비아의 경제
리비아의 경제는 주로 석유 부문의 수입에 의존하는데, 이는 수출 수익의 95%와 GDP의 60%를 차지한다. 이러한 석유 수입과 적은 인구로 인해 리비아는 아프리카에서 1인당 명목 GDP가 가장 높은 국가 중 하나가 되었다.
2000년 이후, 리비아는 2010년 GDP의 10.6% 성장으로 양호한 성장률을 기록했다. 이러한 발전은 2011년 62.1%의 경제 위축을 초래한 리비아 내전으로 중단되었다. 전쟁이 끝난 후, 경제는 2012년에 104.5%로 반등했다. 제2차 리비아 내전 이후 다시 추락했다. 2017년 기준으로, 리비아의 1인당 PPP GDP는 전쟁 전의 60% 수준이다.

## 거시경제동향
리비아는 놀라운 성장률을 보였지만, 세계적인 석유 불황과 국제적인 제재에 직면하여 이러한 경제 상황이 지속 가능하지 않다는 것이 증명되었다. 그 결과 1인당 GDP는 1980년대에 40% 감소했다. 국제 사회로의 성공적인 다양화와 통합은 현재의 1인당 GDP가 1990년대에 3.2%로 더 악화되는 것을 줄이는 데 도움을 주었다.
리비아의 1인당 GDP는 1920년대 초에 약 40달러였다가 1967년에는 1,018달러로 증가했다. 1947년에만 1인당 GDP가 42% 증가했다.

## 석유 부문
리비아는 석유 수출국 기구(OPEC) 회원국으로 나이지리아, 알제리에 이어 아프리카에서 가장 많은 석유 매장량을 보유하고 있으며, 2007년 1월 현재, 2006년 39.1Gbbl(6.22×109m3)보다 증가한 41.5Gbbl(6.60×109m3)이다. 리비아의 검증된 석유 매장량의 약 80%가 시르테 분지에 위치해 있으며, 시르테 분지는 리비아의 석유 생산량의 90%를 차지한다. 국영석유공사(NOC)가 리비아의 석유산업을 장악하고 있으며, 이를 합치면 리비아 전체 원유 생산량의 50%를 차지한다. NOC의 자회사 중 최대 산유국은 와하정유회사(WOC)이며, 아고코, 주에이티나정유회사(ZOC), 시르테정유회사(SOC)가 그 뒤를 잇고 있다. 석유 자원은 수출 수입의 약 95%, 정부 수입의 75%, GDP의 50%를 차지한다. 지휘경제 유산을 반영하듯 고용의 4분의 3이 공공부문이고, 민간투자는 국내총생산(GDP)의 2% 안팎으로 미미하다.

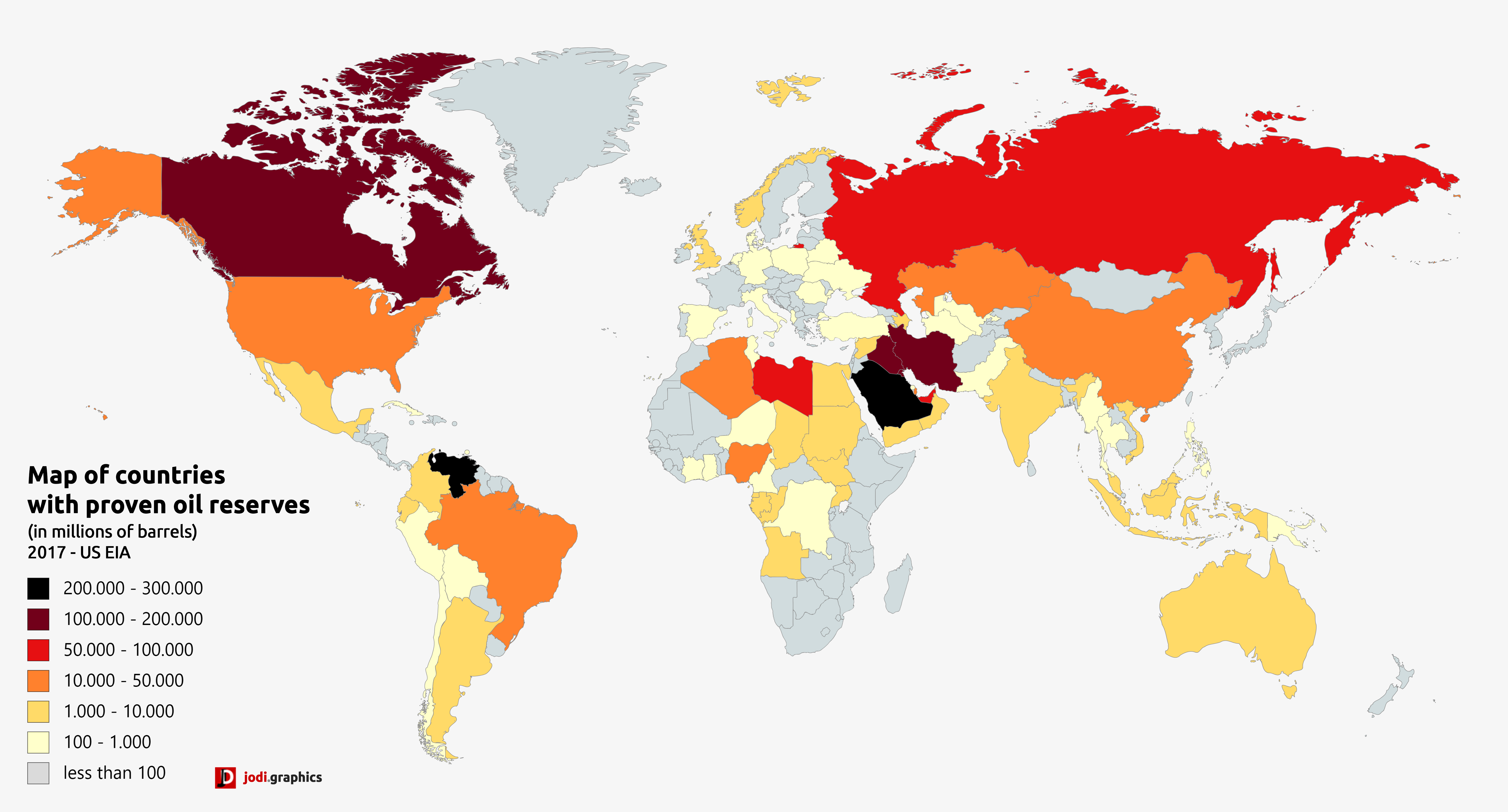
2017년 미국 EIA에 따른 세계 석유 매장량 지도

1980년대 초 세계 유가 하락과 경제 제재로 경제 활동이 크게 위축되면서 결국 민간 부문의 회생은 더디게 이어졌다. 연평균 2.6%의 실질 GDP 성장은 1990년대 동안 완만하고 변동이 심했다. 리비아의 GDP는 2001년 고유가, 장기 순환 가뭄의 종식, 1999년 유엔 제재 중단에 따른 외국인 직접투자 증가 등으로 성장했다. 실질 GDP 성장은 높은 석유 수익에 의해 2004년 4.6%, 2005년 3.5%에 달했다. 경제를 다각화하고 민간 부문의 참여를 장려하려는 노력에도 불구하고, 가격, 신용, 무역, 외환에 대한 광범위한 통제는 성장을 제약한다.
1999년 유엔 제재가 유예됐지만, 외국 기업이 리비아에 투자할 수 있는 금액을 연간 2000만달러(2001년 4000만달러보다 낮아진 금액)로 제한한 미국 이란·리비아 제재법(ILSA) 때문에 리비아 가스·석유 분야에 대한 외국인 투자가 크게 위축됐다. 미국은 2006년 5월 현재 리비아를 테러지원국 명단에서 삭제하고 국교를 정상화하고 제재를 해제했다. 이는 미국 석유회사들이 리비아 석유를 활용할 수 있는 길을 열어주고 리비아 경제에도 긍정적인 영향을 미칠 것으로 기대된다.
NOC는 석유 생산량을 2006년 180만 bpd에서 2008년까지 200만 bpd로 늘리기를 바라고 있다. 석유 분야로의 FDI가 유력한데, 이는 석유 회수 비용이 저렴하고, 석유 품질이 높으며, 유럽 시장과의 근접성이 매력적이기 때문이다. 대부분의 리비아 석유는 유럽의 오일인베스트 마케팅 네트워크, 아지프, OMV, 렙솔 YPF, 투프라스, CEPSA, 토탈과 같은 기업에 기간제로 판매되며, 아시아와 남아프리카의 기업들에 소량 판매된다.

## 노동 시장
리비아는 1960년부터 2003년까지 3.3%의 인구 성장률을 기록했다. 2003년에는 인구의 86%가 도시인이었고 1970년에는 45%였다. 신뢰할 수 있는 추정치는 없지만, 보고에 따르면 실업률은 20세 미만 인구의 50% 이상이다. 더욱이, 리비아 노동자들을 선호하는 노동시장 규제의 편향에도 불구하고, 교육 시스템과 시장 수요의 불일치로 인해 일반적으로 더 나은 교육과 더 높은 생산성을 가진 많은 외국인 노동자들이 생겨났다. 하지만, 육체 노동의 부족으로 인해, 리비아는 또한 중요한 수의 덜 숙련된 이민자들을 끌어들였다. 외국인 노동자는 전체 노동력의 5분의 1을 차지한다.
비록 중요하긴 하지만, 외국인 노동자의 비율은 여전히 페르시아만의 산유국보다 낮다. 외국인 노동자들은 주로 마그레브, 이집트, 터키, 인도, 필리핀, 말레이시아, 태국, 베트남, 폴란드, 차드, 수단, 보스니아 헤르체고비나에서 온다. 그들은 숙련되거나 힘든 육체적 일을 하면서 상대적으로 높은 임금을 받는 경향이 있다. 2000년 인구 조사 자료에 따르면 월 LD 300 (미화 230달러) 이상의 소득을 올리는 외국인의 비율은 20%로 리비아 국적자의 12%와 비교된다. 고용과 생산성 저하를 놓고 공공부문이 처한 상황에서 자격 있는 공무원의 기업가 전환을 독려하는 캠페인은 지금까지 소기의 성과를 내지 못하고 있는 것으로 보인다.

## 대외무역 및 금융

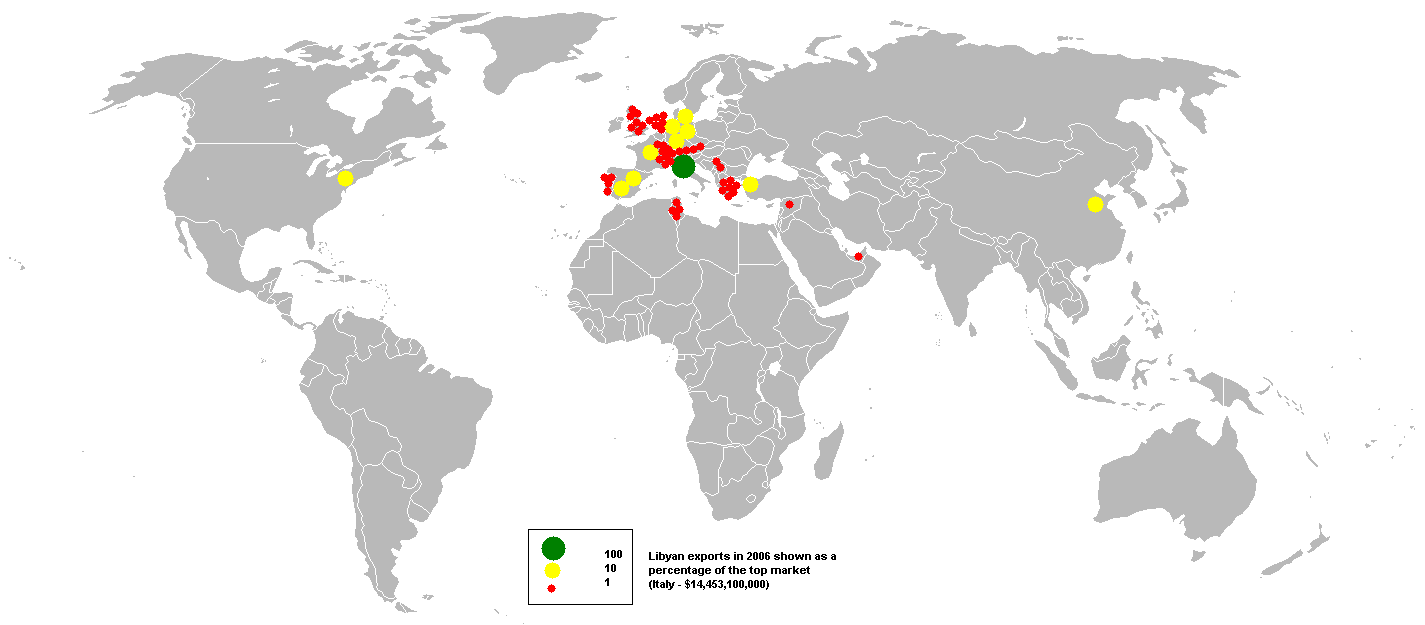
2006년 리비아 수출 대상

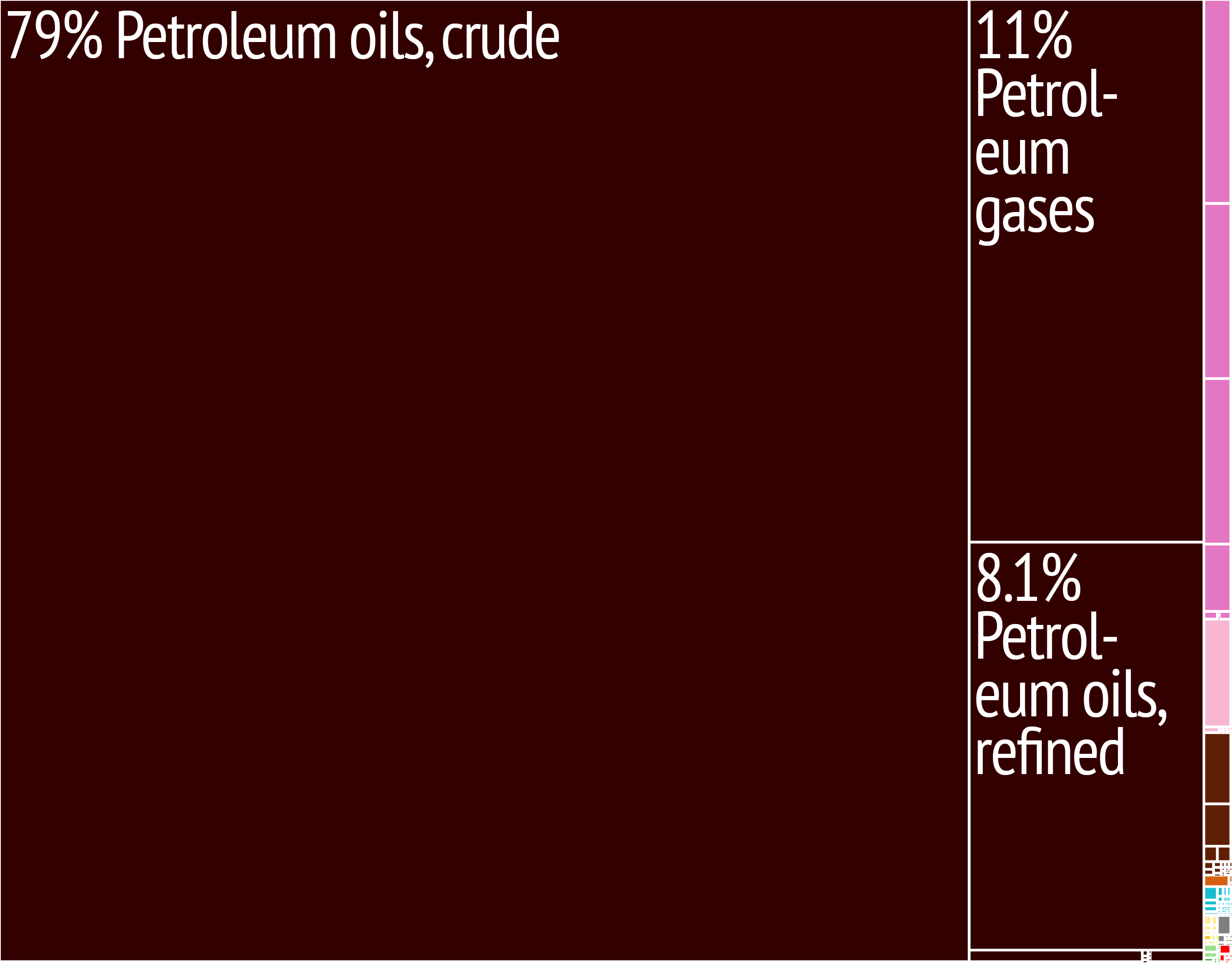
리비아 수출의 비례대표

정부는 금융 부문 개혁 프로그램을 준비하는 과정에 있다. 최근 금융기관에 대한 기업지배구조 기준을 제정한 법률은 공공은행의 경영 개선과 운영 독립성을 높이는 방향으로 진전되고 있다. 그러나 리비아 공공은행은 여전히 신용, 투자, 위험 관리, 정보 및 통제 시스템과 같은 중요한 분야의 기술들에 의해 뒷받침되는 경영 구조가 부족하다.
새 은행법은 일부 조항이 개선을 요구하더라도 리비아 중앙은행(CBL)의 독립성을 강화하고 은행 활동을 규제할 수 있는 법적 틀을 제공한다. 의무와 책임을 명시하고 제한하는 새로운 은행법이 가져온 진전에도 불구하고, CBL은 소유권과 규제 사이의 이해충돌 가능성이 있는 국책은행의 소유주로 남아 있다.
금융권 개혁도 부분적인 금리 자유화가 진전됐다. 예금 금리는 자유화됐고 대출금리 상한선은 할인율 이상으로 정해졌다. 리비아 증권거래소는 2007년 설립된 리비아 최초의 증권거래소다.
2011년, 리비아 석유 홀딩스는 카다피 정권에 압력을 가하기 위해 유럽 연합의 명령에 따라 아일랜드 탐사 회사 서클 오일의 3800만 유로 지분을 동결했다.
튀니지의 리비아 수출은 2020년부터 2024년 사이에 18%를 넘어섰습니다.